# ناثانيل وارد
ناثانيل وارد (بالإنجليزية: Nathaniel Bagshaw Ward)‏ (و. 1791 – 1868 م) هو عالم نبات بريطاني، ولد في لندن، كان عضوًا في الجمعية الملكية، توفي في ساسكس، عن عمر يناهز 77 عاماً.

## جوائز
حصل على جوائز منها:
- زميل في الجمعية الملكية
- زمالة الجمعية اللينيانية اللندنية ‏